# Якобсен, Регви
Ре́гви Я́кобсен (фар. Rógvi Jacobsen; род. 5 марта 1979, Клаксвуйк, Норойар) — фарерский футболист, полузащитник. Лучший бомбардир в истории национальной сборной Фарерских островов (10 голов).

## Клубная карьера
Практически всю свою карьеру Якобсен провёл в клубах Фарерских островов. За исключением стал исландский «Рейкьявик» и норвежский «Хёдд». За время своей карьеры пять раз становился чемпионом Фарер и дважды обладателем кубка Фарер. В августе 2007 года был на просмотре в английский клуб «Карлайл Юнайтед», но контракт не был подписан.

## Карьера за сборную
Дебют за национальную сборную Фарерских островов состоялся 18 августа 1999 года в товарищеском матче против сборной Исландии (0:1). 21 ноября 2007 года Якобсен забил 10 гол за сборную, тем самым обогнав Тоди Йоунссона (9) по количеству забитых голов за сборную и став лучшим бомбардиром Фарер за всю историю. Всего Регви сыграл за сборную 53 матча и забил 10 голов.
В 2007 году итальянская газета «La Gazzetta dello Sport» назвала Якобсена Фарерским Индзаги.

### Голы за сборную
| №  | Дата             | Место                                                | Соперник  | Счёт | Результат | турнир                  |
| -- | ---------------- | ---------------------------------------------------- | --------- | ---- | --------- | ----------------------- |
| 1  | 10 февраля 2002  | Цирион Атлетик Центр, Лимасол, Республика Кипр       | Польша    | 1-1  | 1-2       | Товарищеский матч       |
| 2  | 7 июня 2003      | Лаугардалсвёллур, Рейкьявик, Исландия                | Исландия  | 1-1  | 1-2       | Квалификация на ЧЕ 2004 |
| 3  | 20 августа 2003  | Торсволлур, Торсхавн, Фарерские острова              | Исландия  | 1-1  | 1-2       | Квалификация на ЧЕ 2004 |
| 4  | 18 августа 2004  | Свангаскар, Тофтир, Фарерские острова                | Мальта    | 2-0  | 3-2       | Товарищеский матч       |
| 5  | 9 октября 2004   | ГСП, Никосия, Республика Кипр                        | Кипр      | 2-1  | 2-2       | Квалификация на ЧМ 2006 |
| 6  | 5 июня 2005      | Свангаскар, Тофтир, Фарерские острова                | Швейцария | 1-1  | 1-3       | Квалификация на ЧМ 2006 |
| 7  | 28 марта 2007    | Динамо-Арена имени Бориса Пайчадзе, Тбилиси, Грузия  | Грузия    | 1-2  | 1-3       | Квалификация на ЧЕ 2008 |
| 8  | 2 июня 2007      | Торсволлур, Торсхавн, Фарерские острова              | Италия    | 1-2  | 1-2       | Квалификация на ЧЕ 2008 |
| 9  | 12 сентября 2007 | Стадион имени С. Дарюса и С. Гиренаса, Каунас, Литва | Литва     | 1-2  | 1-2       | Квалификация на ЧЕ 2008 |
| 10 | 21 ноября 2007   | Альберто Бралья (стадион), Модена, Италия            | Италия    | 1-3  | 1-3       | Квалификация на ЧЕ 2008 |

## Достижения
- Чемпион Фарерских островов: 1999, 2002, 2003, 2004, 2006
- Обладатель Кубка Фарерских островов: 1999, 2004